# LiLi (歌手)
LiLi（リリ、1982年7月1日 - ）は日本の歌手。別名東京ドリームガールリリ。愛知県生まれ。2021年、2ndシングル「寿司」で注目を浴び、同年10月にワールドアルバムのインターナショナルビルボードチャートで11位を獲得した。
現在（2025/4/7）も精力的に活動している。

## 概要
2020年、シングル「インビシブル」でデビューを果たした。シングルは、ファットマンスクープとアメリカンラッパードリームドールに特集された。シングルは、VIRG、レコードレーベルDMEワールドとラインレコードから作り出された。プロデューサーは専用のプロジェクト、アプロードと名のる歌に世界中からの作者と振付師を曲の公式動画に関わるよう招待された。